# Synothele butleri
Synothele butleri là một loài nhện trong họ Barychelidae. Loài này phân bố ờ Tây Úc.